# Charles Chauvel
Charles Chauvel (Warwick, 7 ottobre 1897 – Sydney, 11 novembre 1959) è stato un regista, sceneggiatore e attore australiano.

## Biografia
Charles Chauvel nacque a Warwick, nel Queensland da James Allan Chauvel e Susan Isabella Barnes, agricoltori della zona di Mutdapilly, era nipote di Haurry Chauvel, comandante dell'Australian Light Horse. Studiò alla Normanby State School, alla Southport School e all'Ipswich Grammar School del Queensland. Lasciò gli studi giovanissimo, iniziando a lavorare nei terreni agricoli di proprietà della famiglia, trasferendosi poi a Sydney per studiare arte commerciale e prendere lezioni di recitazione.
Appassionato di cinema fin da ragazzo, grazie all'amico attore e pugile Snowy Baker iniziò a lavorare nel 1920 come assistente di produzione nei film The Shadow of Lightning Ridge e Robbery Under Arms. Nel 1922 seguì Baker a Hollywood, lavorando sia come comparsa che come tecnico delle luci in alcuni film, tra cui Strangers of the Night diretto da Fred Niblo.
Tornato in Australia dopo circa un anno, ottiene finanziamenti da amici e personaggi facoltosi e fondò la Australian Film Productions Ltd., con cui realizzò nel 1926 il suo primo film intitolato The Moth of Moonbi. Il film ottenne un buon successo, e gli incassi gli permisero di realizzare sempre nello stesso anno Greenhide, film girato nella città rurale di Harrisville, vicino a Brisbane, arruolando la gente del posto come comparse. Nel periodo della Grande depressione lavorò come direttore cinematografico. 
Nel 1933 realizzò In the Wake of the Bounty, suo primo film sonoro e primo film interpretato dall'attore statunitense Errol Flynn nel ruolo di Fletcher Christian, prima del suo esordio a Hollywood. Il film documentava le conseguenze dell'ammutinamento del Bounty. Per la sua realizzazione, Chauvel si trasferì per tre mesi sull'isola Pitcairn, raccogliendo testimonianze e girando diversi filmati, alcuni dei quali vennero utilizzati per promuovere il film La tragedia del Bounty del 1935, diretto da Frank Lloyd. 
Nel 1935 il governo australiano, nel tentativo di incoraggiare l'industria cinematografica locale, annunciò il Commonwealth Prize, un premio di £ 2.500 al miglior film australiano. Chauvel realizzò il film storico Heritage, con il quale partecipò al concorso e vinse il premio. Nel 1940 produsse Forty Thousand Horsemen, tributo all'Australian Light Horse, a cui partecipò l'attore Chips Rafferty. 
Nel 1955 realizzò Jedda, primo film a colori australiano nonché suo film più noto, presentato allo Star Theatre a Darwin. Il film ebbe un grande successo sia in Australia che nel Regno Unito, e fu il suo ultimo lungometraggio. 
Nel 1958 venne contattato dalla BBC per la realizzazione della serie televisiva Australian Walkabout, ultimo lavoro prima della sua morte, avvenuta l'11 novembre 1959 a seguito di coronaropatia.

## Vita privata
Chauvel si sposò il 5 giugno 1927 con l'attrice Elsie May Wilcox, conosciuta a Harrisville durante la realizzazione del film Greenhide, con la quale condivise anche la sua attività professionale. La coppia ebbe una figlia di nome Suzanne nel 1930.

## Filmografia

### Attore
- Robbery Under Arms, regia di Kenneth Brampton (1920)
- The Shadow of Lightning Ridge, regia di Wilfred Lucas (1920)
- The Jackeroo of Coolabong, regia di Wilfred Lucas (1920)
- Captain Fly-By-Night, regia di William K. Howard (1922)
- Strangers of the Night, regia di Fred Niblo (1923)

### Regista e produttore
- Screen Test - cortometraggio (1937)
- Soldiers Without Uniform - cortometraggio (1942)
- Power to Win - cortometraggio (1942)
- A Mountain Goes to Sea - cortometraggio (1943)
- While There is Still Time - cortometraggio (1943)
- Russia Aflame - cortometraggio (1943)

### Regista, produttore e sceneggiatore
- The Moth of Moonbi (1926)
- Greenhide (1926)
- In the Wake of the Bounty (1933)
- Heritage (1935)
- Uncivilised (1936)
- The Rats of Tobruk (1944)
- Sons of Matthew (1949)
- Jedda (1955)
- Australian Walkabout - serie televisiva (1958)

### Sceneggiatore
- Rangle River, regia di Clarence G. Badger (1936)